# Ronald Zoodsma
Ronald Zoodsma  (ur. 5 września 1966 w Sneek) – holenderski siatkarz, medalista igrzysk olimpijskich i mistrzostw świata.

## Życiorys
Zoodsma wystąpił na igrzyskach olimpijskich 1988 w Seulu. Rozegrał wszystkie mecze turnieju, a Holendry zajęli 5. miejsce. W 1992 ponownie zagrał na igrzyskach olimpijskich, w Barcelonie. Wystąpił we wszystkich meczach fazy grupowej, ćwierćfinale oraz w przegranym finale z Brazylią. Był w składzie reprezentacji Holandii, która zajęła 2. miejsce podczas mistrzostw świata 1994 w Grecji.
Karierę siatkarską zaczynał w klubie VC Sneek, w którym grał od 1981. W 1985 przeniósł się do Martinus Amstelveen, z którym  w latach 1986–1988  trzykrotnie wygrywał w mistrzostwach Holandii i zajmował trzecie miejsca w Pucharze Europy Mistrzów Klubowych. W sezonie 1990/91 wygrał niemiecką Bundesligę z zespołem TSV Milbertshofen. W latach 1991–1995 grał we włoskim Gabeca Pallavolo Spa, z którym triumfował w Pucharze Europy Zdobywców Pucharów 1991. W sezonie 1996/97 był zawodnikiem klubu Moerser SC, od 1999 Dynamo Apeldoorn z którym na zakończenie kariery wygrał Eredivisie w sezonie 2000/01.
Był trenerem zespołu Abiant Lycurgus Groningen w sezonie 2012/2013.